# Cueva de Tam Pa Ling
Tam Pa Ling (en lao: ถ้ำผาลิง, “Cueva de los Monos”) es una cueva de la cordillera Annamita, en el noreste de Laos. Está situada en la cima de la montaña Pa Hang, a 1170 metros sobre el nivel del mar.
Se han descubierto Tres fósiles de homininis en la cueva: TPL1, un cráneo perteneciente a un humano anatómicamente moderno; TPL2, una mandíbula con rasgos tanto modernos como arcaicos; y TPL3, una mandíbula parcial con rasgos tanto modernos como arcaicos. Los tres fósiles representan a tres individuos distintos y datan de entre 70 000 y 46 000 años de antigüedad.Los descubrimientos indican que los humanos modernos podrían haber emigrado al Sudeste Asiático hacia el 60 000 a. C.

## Localización y geología
Tam Pa Ling tiene una única abertura orientada al sur y desciende 65 m hasta su galería principal. Forma parte de una red de cuevas kársticas, formadas por echos de caliza que se depositaron entre los periodos Pensilvánico y Pérmico. La galería principal mide 30 m de norte a sur y 40 m de este a oeste.

## Fósiles
Las excavaciones en el extremo oriental de la galería principal de la cueva, en la base de la entrada inclinada, fueron realizadas por un equipo de investigadores estadounidenses, franceses y laosianos a partir de 2009.
El primer hallazgo fósil, un cráneo de homínido denominado TPL1, se recuperó a una profundidad de 2,35 m en diciembre de 2009. Una mandíbula, TPL2, se encontró al año siguiente a una profundidad de 2,65 m. La Radiocarbono y la datación por luminiscencia de los sedimentos establecieron una edad mínima de 51 000 a 46 000 años, y la datación uranio-torio directa de los fósiles indicó una edad máxima de 63 000 años.
TPL1 incluye el frontal, occipital parcial, el parietal derecho, y el hueso temporal, así como los maxilares derecho e izquierdo y una dentición en gran parte completa. Se identificó como perteneciente a un humano anatómicamente moderno con rasgos distintivos del África subsahariana. A partir de|2017, proporciona la evidencia esquelética más antigua de la presencia de Homo sapiens en el sudeste asiático continental.

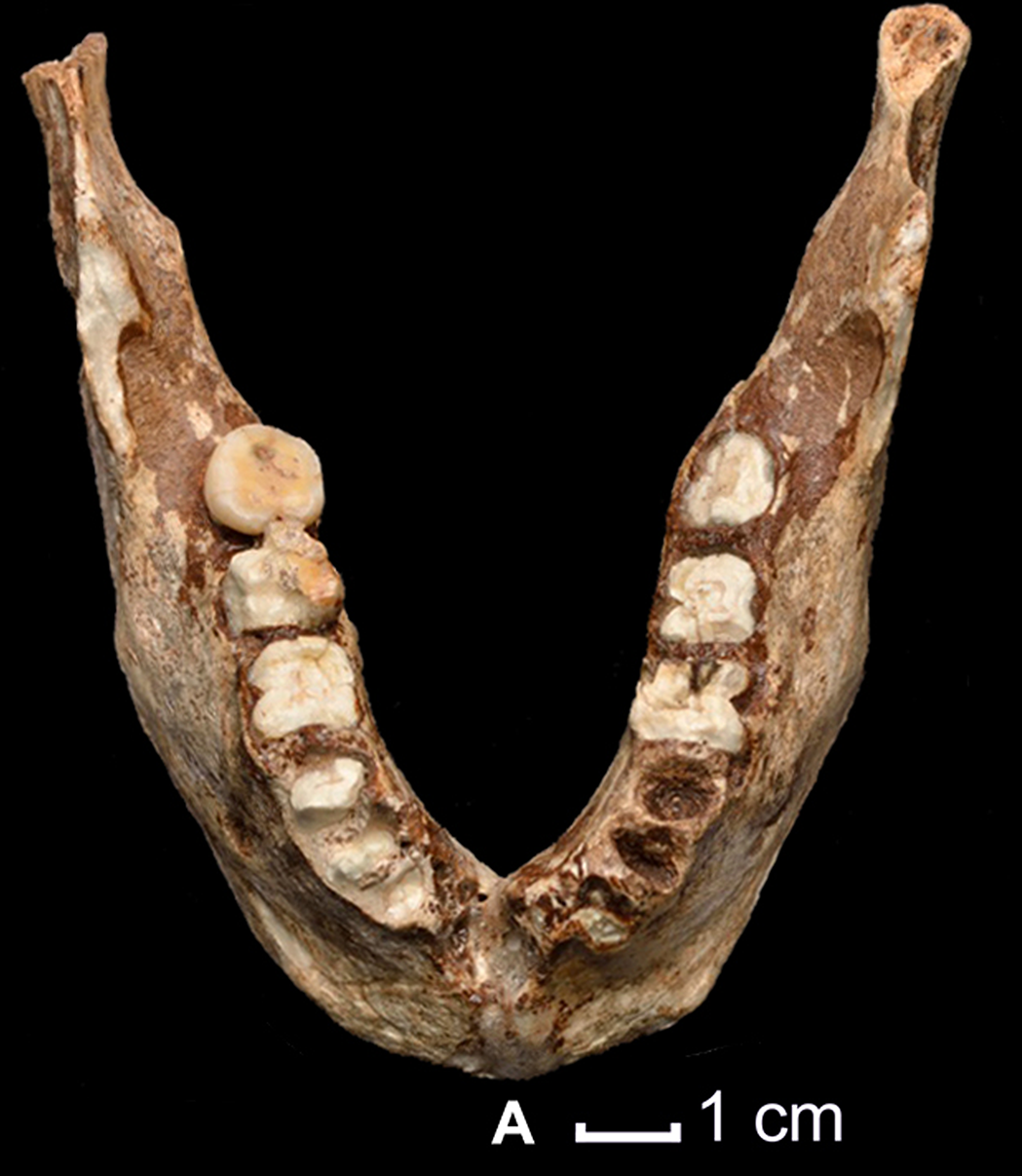
Mandíbula TPL2.

La mandíbula TPL2 se encontró más abajo en la misma unidad estratigráfica que TPL1, y representa a un adulto maduro que combina rasgos humanos arcaicos como un cuerpo mandibular robusto y un tamaño general pequeño, con rasgos humanos modernos como una barbilla desarrollada.
En 2013, los investigadores recuperaron la mandíbula parcial de un tercer hallazgo fósil, TPL3, a una profundidad de 5 m, en la misma zona que los hallazgos anteriores. El fragmento de hueso pertenecía probablemente a un adulto. Al igual que TPL2, TPL3 presenta una mezcla de rasgos humanos arcaicos y anatómicos modernos, mostrando rasgos humanos modernos como un mentón desarrollado pero sin un cuerpo mandibular robusto; sin embargo, TPL3 también conserva rasgos humanos arcaicos como un amplio arco mandibular anterior. La datación por luminiscencia de la capa sedimentaria de TPL3 proporciona un rango de fechas de entre 70 000 y 48 000 años de antigüedad.

### Importancia
No se conoce con certeza el momento de la migración de los humanos modernos de África a Asia Oriental; debido a que los huesos se conservan mal en climas tropicales, los fósiles humanos de la región son escasos. Descubrimientos recientes en China, Filipinas, Sri Lanka y Australia habían establecido previamente la presencia de fósiles humanos arcaicos entre 125 000 y 100 000 BP, y de fósiles de humanos modernos a partir de unos 40 000 a. C. El hallazgo del espécimen totalmente moderno TPL1 se consideró, por tanto, un gran descubrimiento porque llenaba un vacío de 60 000 años en el registro fósil, demostrando la presencia de humanos modernos en el Sudeste Asiático desde al menos 60. 000 a. C. Además, como Tam Pa Ling se encuentra a miles de kilómetros tierra adentro, los hallazgos cuestionaron las hipótesis anteriores de que los humanos emigraron de África siguiendo las líneas costeras. Sugieren que la migración también pudo seguir los valles fluviales, que servían de corredores naturales a través del continente.
Los fósiles fueron trasladados temporalmente a Estados Unidos para ser estudiados por la  paleoantropóloga Laura Shackleford, Fabrice Demeter y su equipo. En abril de 2016 fueron devueltos a Laos, y ahora se encuentran en un nuevo edificio del Museo Nacional de Laos en Vientián.